# Promenade Maurice-Carême
Promenade Maurice-Carême je nábřežní ulice v Paříži. Leží ve 4. obvodu. Ulice byla 13. června 2000 pojmenována podle belgického spisovatele Maurice Carêma (1899-1978).

## Poloha
Ulice se nachází na jižním okraji ostrova Cité a je vymezena mosty Pont au Double a Petit-Pont. Ulice vede po nábřeží Seiny, z druhé strany se nachází náměstí Place du Parvis-Notre-Dame. Začíná u mostu Pont au Double, kde proti proudu navazovalo do roku 1911 Quai de l'Archevêché (dnes Square Jean-XXIII) a končí u křižovatky s ulicí Rue de la Cité, odkud dále pokračuje Quai du Marché-Neuf.